# Joseph Crabb
Pour les articles homonymes, voir Crabb.
Joseph Crabb, dit Joey Crabb, (né le 3 avril 1983 à Anchorage, dans l'État de l'Alaska, aux États-Unis) est un joueur professionnel américain de hockey sur glace qui évoluait au poste d'ailier droit.

## Carrière
Alors joueur junior, Joey Crabb rejoint le programme de développement national des États-Unis en 1999, équipe avec qui il reste durant deux saisons avant de se voir être sélectionné au septième tour lors du repêchage de 2002 par les Rangers de New York.
Il fait ses premiers pas au niveau professionnel dès la saison suivante, rejoignant les Gamblers de Green Bay, équipe de la United States Hockey League. Au terme de celle-ci, n'étant pas en mesure de conclure une entente avec les Rangers, Joey décide alors de parfaire ces études. Il joint ainsi l'organisation des Tigers de Colorado College de la WCHA, division de la NCAA.
Approché par les Thrashers d'Atlanta à sa sortie du collège en 2006, il signe un contrat avec eux et rejoint leur club affilié dans la Ligue américaine de hockey, les Wolves de Chicago. Au cours de la saison 2008-2009, il aura la chance de prendre part à son tout premier match dans la grande ligue.
Le 23 juin 2010, il est impliqué dans une transaction qui l'envoi en compagnie de Marty Reasoner aux Blackhawks de Chicago en retour notamment de Dustin Byfuglien et Brent Sopel.
Le 1er juillet 2010, il signe un contrat comme agent libre avec les Maple Leafs de Toronto.

## Statistiques

### En club
| Saison     | Équipe                     | Ligue      |     | Saison régulière | Saison régulière | Saison régulière | Saison régulière | Saison régulière |   | Séries éliminatoires | Séries éliminatoires | Séries éliminatoires | Séries éliminatoires | Séries éliminatoires |
| Saison     | Équipe                     | Ligue      | PJ  | B                | A                | Pts              | Pun              | PJ               | B | A                    | Pts                  | Pun                  |                      |                      |
| 2001-2002  | Gamblers de Green Bay      | USHL       | 61  | 15               | 27               | 42               | 94               | 7                | 4 | 8                    | 12                   | 21                   |                      |                      |
| 2002-2003  | Tigers de Colorado College | WCHA       | 35  | 4                | 4                | 8                | 40               | -                | - | -                    | -                    | -                    |                      |                      |
| 2003-2004  | Tigers de Colorado College | WCHA       | 39  | 15               | 12               | 27               | 20               | -                | - | -                    | -                    | -                    |                      |                      |
| 2004-2005  | Tigers de Colorado College | WCHA       | 43  | 16               | 16               | 32               | 44               | -                | - | -                    | -                    | -                    |                      |                      |
| 2005-2006  | Tigers de Colorado College | WCHA       | 42  | 18               | 25               | 43               | 45               | -                | - | -                    | -                    | -                    |                      |                      |
| 2006-2007  | Wolves de Chicago          | LAH        | 63  | 7                | 15               | 22               | 25               | 6                | 0 | 0                    | 0                    | 0                    |                      |                      |
| 2007-2008  | Wolves de Chicago          | LAH        | 72  | 9                | 26               | 35               | 78               | 24               | 1 | 4                    | 5                    | 20                   |                      |                      |
| 2008-2009  | Wolves de Chicago          | LAH        | 42  | 15               | 14               | 29               | 62               | -                | - | -                    | -                    | -                    |                      |                      |
| 2008-2009  | Thrashers d'Atlanta        | LNH        | 29  | 4                | 5                | 9                | 28               | -                | - | -                    | -                    | -                    |                      |                      |
| 2009-2010  | Wolves de Chicago          | LAH        | 79  | 24               | 29               | 53               | 59               | 14               | 6 | 5                    | 11                   | 12                   |                      |                      |
| 2010-2011  | Marlies de Toronto         | LAH        | 34  | 11               | 7                | 18               | 31               | -                | - | -                    | -                    | -                    |                      |                      |
| 2010-2011  | Maple Leafs de Toronto     | LNH        | 48  | 3                | 12               | 15               | 24               | -                | - | -                    | -                    | -                    |                      |                      |
| 2011-2012  | Marlies de Toronto         | LAH        | 9   | 7                | 8                | 15               | 7                | -                | - | -                    | -                    | -                    |                      |                      |
| 2011-2012  | Maple Leafs de Toronto     | LNH        | 67  | 11               | 15               | 26               | 33               | -                | - | -                    | -                    | -                    |                      |                      |
| 2012-2013  | Aces de l'Alaska           | ECHL       | 35  | 17               | 21               | 38               | 56               | -                | - | -                    | -                    | -                    |                      |                      |
| 2012-2013  | Capitals de Washington     | LNH        | 26  | 2                | 0                | 2                | 8                | -                | - | -                    | -                    | -                    |                      |                      |
| 2012-2013  | Bears de Hershey           | LAH        | 12  | 6                | 6                | 12               | 6                | 5                | 5 | 0                    | 5                    | 2                    |                      |                      |
| 2013-2014  | Panthers de la Floride     | LNH        | 9   | 0                | 1                | 1                | 7                | -                | - | -                    | -                    | -                    |                      |                      |
| 2013-2014  | Rampage de San Antonio     | LAH        | 62  | 15               | 14               | 29               | 51               | -                | - | -                    | -                    | -                    |                      |                      |
| 2014-2015  | Wolf Pack de Hartford      | LAH        | 66  | 12               | 16               | 28               | 40               | 15               | 6 | 4                    | 10                   | 8                    |                      |                      |
| 2015-2016  | Växjö Lakers HC            | SHL        | 31  | 4                | 6                | 10               | 60               | -                | - | -                    | -                    | -                    |                      |                      |
| 2015-2016  | Frölunda HC                | SHL        | 10  | 1                | 3                | 4                | 2                | 14               | 5 | 2                    | 7                    | 14                   |                      |                      |
| Totaux LNH | Totaux LNH                 | Totaux LNH | 179 | 20               | 33               | 53               | 100              | -                | - | -                    | -                    | -                    |                      |                      |

### En équipe nationale
| Année | Équipe         | Compétition                  |   | PJ | B | A | Pts | Pun      |  | Résultat |
| 2001  | États-Unis U18 | Championnat du monde -18 ans | 6 | 5  | 2 | 7 | 2   | 6e place |  |          |
| 2012  | États-Unis     | Championnat du monde         | 8 | 0  | 3 | 3 | 4   | 7e place |  |          |

## Honneurs et trophées
- Ligue américaine de hockey
  - Vainqueur avec les Wolves de Chicago, de la Coupe Calder remis à l'équipe championne des séries éliminatoires de la LAH en 2008.
  - 2011 : sélectionné pour le Match des étoiles avec l'association de l'Ouest.

## Transactions en carrière
- Repêchage 2002 : réclamé par les Rangers de New York (7e choix de l'équipe, 226e au total).
- 21 août 2006 : signe à titre d'agent libre avec les Thrashers d'Atlanta.
- 23 juin 2010 : échangé par les Thrashers avec Marty Reasoner, Jeremy Morin ainsi que le choix de première ronde des Devils du New Jersey au repêchage de 2010 (choix acquis précédemment) et celui de deuxième ronde aux Blackhawks de Chicago en retour de Dustin Byfuglien, Ben Eager, Brent Sopel et Akim Aliu.
- 2 juillet 2012 : signe à titre d'agent libre avec les Capitals de Washington.
- 5 juillet 2013 : signe à titre d'agent libre avec les Panthers de la Floride.
- 6 octobre 2014 : échangé par les Panthers aux Rangers de New York en retour de Steven Kampfer et de Andrew Yogan.